# اليونيدروا
المعهد الدولي لتوحيد القانون الخاص (اليونيدروا) هو منظمة حكومية دولية مستقلة تعنى بتوحيد القانون الخاص وخصوصاً القانون التجاري الدولي على مستوى العالم.ويقوم المعهد بدراسة وسائل وأساليب لتحقيق التوافق والتنسيق بين القوانين الخاصة للدول. إذ يهدف إلى إيجاد قانون خاص موحد ومقبول من جميع أعضاء المجتمع الدولي وذلك من خلال صياغة وإعداد اتفاقيات دولية وقوانين نموذجية ومبادئ عامة. من أبرز أعماله مبادئ اليونيدروا المتعلقة بالعقود التجارية الدولية واتفاقية الضمانات الدولية على المعدات المنقولة.
أسس المعهد في عام 1926 كجزء من عصبة الأمم، وأعيد تأسيسه في عام 1940 بعد حل العصبة من خلال معاهدة متعددة الأطراف.يتخذ المعهد المقر الرئيسي له في روما، إيطاليا بفيلا Aldobrandini وهي فيلا أميرية من القرن السابع عشر تقع على حدود جامعة القديس توما الأكويني البابوية.واعتبارًا من عام 2023، يضم اليونيدروا 65 دولة.

## الهيكل والتمويل
التركيبة الثلاثية للمعهد
بصفة عامة فإن معهد اليونيدروا يقوم على هيكل ثلاثي يتألف من الأمانة العامة ومجلس الإدارة والجمعية العامة.
- الأمانة العامة: هي الهيئة التنفيذية لليونيدروا والجهاز المسؤول عن تنفيذ برامج العمل. وهي تحت إشراف أمين عام يساعده فريق من المستشارين القانونيين والموظفين.
- مجلس الإدارة: يتولى مسؤولية تحديد وسائل تحقيق أهداف المعهد والإشراف على عمل الأمانة العامة في تنفيذ برنامج عمل اليونيدروا.
- الجمعية العامة: هي هيئة عليا لصنع القرار في المعهد من خلال صلاحياتها في التصويت على الميزانية السنوية للمعهد والموافقة على برنامج العمل لكل ثلاث سنوات. إضافة إلى ذلك تعين الجمعية أعضاء مجلس الإدارة لمدة خمس سنوات.

 التمويل
يعتمد تمويل المعهد على مساهمات سنوية من الدول الأعضاء، ويتم تحديد قيمتها من قبل الجمعية العامة. كما يمكن الحصول على تمويل إضافي من مصادر خارج الميزانية لدعم مشاريع أو أنشطة معينة.

## أساليب العمل
المرحلة التحضيرية 
```
يتم اقتراح موضوع ما في برنامج عمل اليونيدروا وتتولى الأمانة إعداد دراسة جدوى ودراسة أولية للقانون المقارن لتحديد مدى جدوى الإصلاح واستصوابه.
```

يتم توجيه انتباه مجلس الإدارة إلى هذه الدراسة، وإذا وجدت مناسبة، يتم تشكيل لجنة تتولى وضع مسودة أولية للاتفاقية أو صك آخر.
```
يشارك أعضاء اللجنة الدراسية من الخبراء في هذا المجال ويرأسها تقليديًا عضو في مجلس الإدارة.
```

مرحلة المفاوضات الحكومية الدولية
يتم تقديم مسودة القواعد الأولية إلى مجلس الإدارة للاعتماد والرأي بشأن الإجراء الواجب اتخاذه.
```
إذا كان المشروع الأولي لاتفاقية، فإن الأمانة تشكل لجنة من الخبراء الحكوميين لصياغة مشروع الاتفاقية وتقديمه للاعتماد خلال مؤتمر دبلوماسي. أما في حالة الصكوك الأخرى، فيُطلب من المجلس الإذن بنشرها وتوزيعها على الأغراض التي أعدت من أجلها.
```

إن المشاركة في لجان الخبراء الحكوميين مفتوحة لجميع الدول الأعضاء ويمكن دعوة دول أخرى ومنظمات دولية ورابطات مهنية.
```
يتم عرض مشروع الاتفاقية على مجلس الإدارة للمشاورة والاعتماد وإذا كان يعكس توافق الآراء بين الدول المشاركة في لجنة الخبراء الحكوميين فيكون له فرصة جيدة للاعتماد في مؤتمر دبلوماسي.
```

التعاون مع المنظمات الدولية الأخرى
يتعامل المعهد مع المنظمات الأخرى، سواء كانت حكومية أو غير حكومية، من خلال تطوير اتفاقيات تعاون وتوحيد القوانين وخاصة مع مؤتمر لاهاي للقانون الدولي الخاص ولجنة الأمم المتحدة للقانون التجاري الدولي (الأونسيترال). إذ يتم اعتبارها كالأخوات الثلاث نظرًا لاختصاصها في مسائل توحيد القانون.
شبكة المراسلين
لتحقيق أهدافه، من الضروري للمعهد أن يكون قادرًا على معرفة حالة القانون الوضعي في جميع البلدان. وفي هذا الصدد، أنشأ اليونيدروا شبكة من المراسلين في الدول الأعضاء وغير الأعضاء ويتم تعيين هؤلاء الأكاديميين والممارسين من قبل مجلس الإدارة.

## الدول الأعضاء

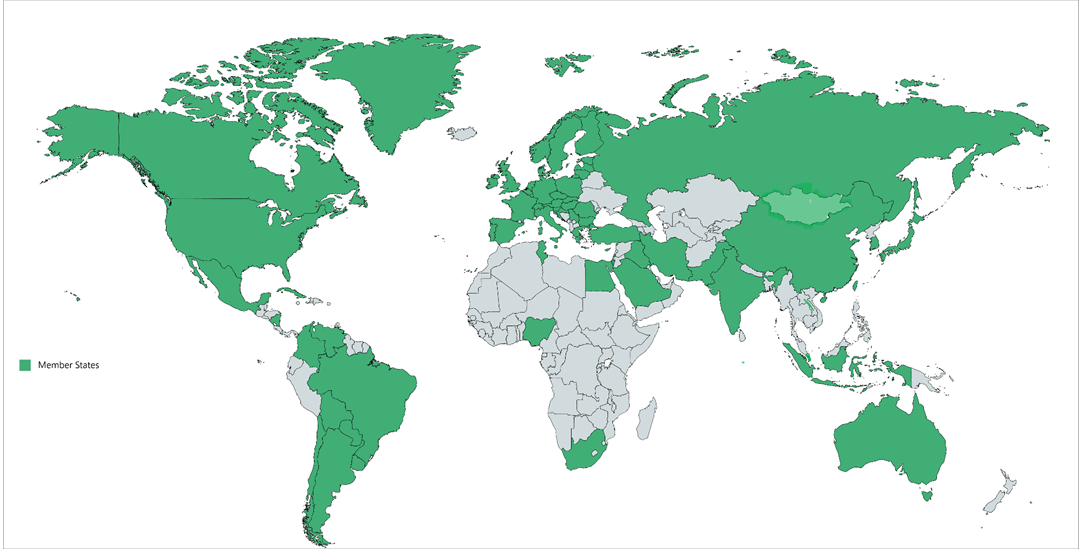
ماي 2023

يضم اليونيدروا 65 دولة عضو. فقد انضمت مؤخرا سنغافورة إلى النظام الأساسي لليونيدروا بتاريخ 1 مارس 2023 و كذلك منغوليا.
| دولة عضو         | سنة الانضمام |
| البرازيل         | 1940         |
| الدنمارك         | 1940         |
| السويد           | 1940         |
| المكسيك          | 1940         |
| اليونان          | 1940         |
| الأوروغواي       | 1940         |
| ألمانيا          | 1940         |
| إسبانيا          | 1940         |
| أيرلندا          | 1940         |
| إيطاليا          | 1940         |
| باراغواي         | 1940         |
| بلجيكا           | 1940         |
| بلغاريا          | 1940         |
| بوليفيا          | 1940         |
| رومانيا          | 1940         |
| سويسرا           | 1940         |
| فنزويلا          | 1940         |
| فنلندا           | 1940         |
| كوبا             | 1940         |
| كولومبيا         | 1940         |
| نيكاراغوا        | 1940         |
| هولندا           | 1940         |
| المجر            | 1940         |
| الفاتيكان        | 1945         |
| سان مارينو       | 1945         |
| النمسا           | 1948         |
| المملكة المتحدة  | 1948         |
| فرنسا            | 1948         |
| البرتغال         | 1949         |
| الهند            | 1950         |
| تركيا            | 1950         |
| النرويج          | 1951         |
| إيران            | 1951         |
| تشيلي            | 1951         |
| لوكسمبورغ        | 1951         |
| مصر              | 1951         |
| اليابان          | 1954         |
| إسرائيل          | 1954         |
| الولايات المتحدة | 1964         |
| باكستان          | 1964         |
| نيجيريا          | 1964         |
| كندا             | 1968         |
| مالطا            | 1970         |
| جنوب إفريقيا     | 1971         |
| الأرجنتين        | 1972         |
| العراق           | 1973         |
| أستراليا         | 1973         |
| بولندا           | 1979         |
| تونس             | 1980         |
| كوريا الجنوبية   | 1981         |
| الصين            | 1986         |
| روسيا            | 1990         |
| جمهورية التشيك   | 1993         |
| سلوفاكيا         | 1993         |
| سلوفينيا         | 1995         |
| كرواتيا          | 1996         |
| قبرص             | 1999         |
| إستونيا          | 2001         |
| صربيا            | 2001         |
| لاتفيا           | 2006         |
| ليتوانيا         | 2007         |
| إندونيسيا        | 2009         |
| السعودية         | 2009         |
| سنغافورة         | 2023         |
| منغوليا          | 2023         |

## صكوك اليونيدروا
الاتفاقيات الدولية
صاغ اليونيدروا عددًا من الاتفاقيات الدولية عبر السنوات، وتم اعتمادها من قبل المؤتمرات الدبلوماسية لدول الأعضاء.
- اتفاقية مؤتمر لاهاي بشأن قانون موحد متعلق بالبيع الدولي للبضائع (لاهاي، 1964)
- اتفاقية مؤتمر لاهاي بشأن قانون موحد لتكوين عقود التجارة الدولية (لاهاي، 1964)
- الاتفاقية الدولية بشأن العقود المتعلقة بالسفر (بروكسل، 1970)[7]
- اتفاقية تنص على قانون موحد بشأن شكل الإرادة الدولية (واشنطن، 1973)[8]
- اتفاقية الوكالة في البيع الدولي للبضائع (جنيف، 1983)[9]
- اتفاقية اليونيدروا بشأن التأجير التمويلي الدولي (أوتاوا، 1988)[10]
- اتفاقية اليونيدروا بشأن العمولة الدولية (أوتاوا، 1988)[11]
- اتفاقية اليونيدروا بشأن الممتلكات الثقافية المسروقة أو المصدرة بطرق غير مشروعة (روما، 1995)[12]
- اتفاقية اليونيدروا بشأن الضمانات الدولية على المعدات المنقولة (كيب تاون، 2001)[13]، بما في ذلك البروتوكولات:
  - بروتوكول بشأن المسائل التي تخص معدات الطائرات (2001)[14]
  - بروتوكول المسائل الخاصة بالمعدات الدارجة على السكك الحديدية (2007)[15]
  - بروتوكول المتعلق بالمسائل الخاصة بالموجودات الفضائية (2012)[16]
  - بروتوكول الخاص بمعدات التعدين والزراعة والبناء (2019)[17]
- اتفاقية بشأن القواعد الموضوعية المتعلقة بالأوراق المالية المودعة لدى وسيط (جنيف، 2009)[18]

القوانين غير الملزمة
قام المعهد بإعداد قوانين غير ملزمة لتكون مصدر إلهام لإعضاء المجتمع الدولي كالقوانين النموذجية، الأدلة التعاقدية والمبادئ العامة.
- مبادئ اليونيدروا المتعلقة بالعقود التجارية الدولية (1994, 2004 ,2010 ,2016)[20]
- مبادئ الإجراءات المدنية عبر الوطنية للمعهد الأمريكي للقانون الدولي / يونيدروا (2004)[21]
- الأحكام التشريعية النموذجية لليونسكو / اليونيدروا بشأن ملكية الدولة للأشياء الثقافية غير المكتشفة (2011)[22]
- مبادئ اليونيدروا بشأن معاوضة الأدوات المالية (2013)[23]
- دليل اليونيدروا / منظمة الأغذية والزراعة / الصندوق الدولي للتنمية الزراعية بشأن الزراعة التعاقدية (2015)[24]
- القواعد الأوروبية النموذجية لمعهد القانون الأوروبي / اليونيدروا بشأن الإجراءات المدنية (2020)[25]
- الدليل القانوني لليونيدروا / الصندوق الدولي للتنمية الزراعية بشأن عقود الاستثمار في الأراضي الزراعية (2021)[26]

## المنشورات
ينشر المعهد:
- "Uniform Law Review" كل ثلاثة أشهر منذ عام 1996 وهي نشرة دورية ربع سنوية لليونيدروا ، تنشرها مطبعة جامعة أكسفورد.
- وثائق العمل التي تكون متاحة على موقع اليونيدروا على الأنترنيت.

يمكن الوصول إلى جميع منشورات اليونيدروا في مكتبة المعهد، إلى جانب النصوص والمجلات الأخرى الموجودة والتي تشكل قاعدة من 260.000 نص، و450 منشورًا دوريًا يتم نشرها حاليًا، وهناك وصول عن بعد إلى قواعد البيانات القانونية الإلكترونية الرئيسية، Westlaw وEUR-Lex وUNILEX، بما في ذلك قاعدة بيانات اتفاقية الأمم المتحدة للتجارة الدولية ومبادئ اليونيدروا بشأن عقود التجارة الدولية.

## وصلات خارجية
الموقع الرسمي ليونيدروا: https://www.unidroit.org/